# Amtsgericht Wedding

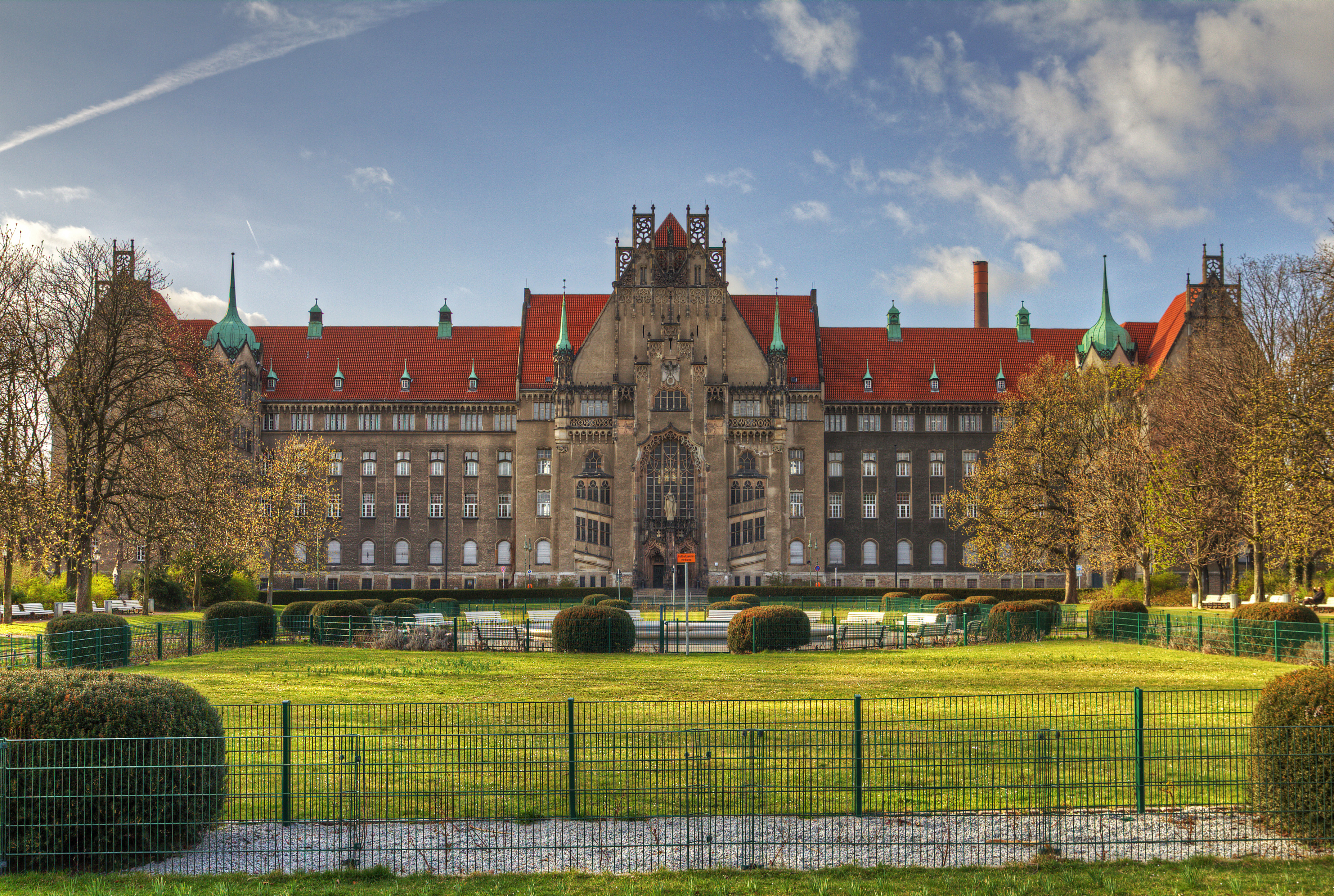
Amtsgericht Wedding

Amtsgericht Wedding är en domstol i Gesundbrunnen i Berlin som ansvarar för civilrättsliga mål i Reinickendorf och stadsdelarna Gesundbrunnen och Wedding i Mitte. 
Domstolsbyggnaden byggdes 1901-1906 i nygotisk stil och säga ha Albrechtsburg i Meissen som förebild. Byggnaden förstördes under andra världskriget men återställdes senare och byggdes även ut 1957-1958. 